# Wolfgang Eberhardt
Wolfgang Eberhardt (* 12. Mai 1928 in Neuhaus am Rennweg; † 30. Juni 2020) war ein Oberst und Schulleiter im Ministerium für Staatssicherheit (MfS) der DDR. Er war Lehrer an der Hochschule des Ministeriums für Staatssicherheit (JHS) in Potsdam und Leiter der MfS-Schule in Gransee.

## Leben
Eberhardt, Sohn eines Glasbläsers, erlernte nach der Volksschule 1943/44 den Beruf des Werkzeugmachers. 1944 wurde er zum Reichsarbeitsdienst und 1945 in die Wehrmacht eingezogen und kämpfte als Angehöriger der Luftwaffe im Zweiten Weltkrieg. Nach Kriegsende befand er sich bis September 1945 in US-amerikanischer Kriegsgefangenschaft. 
Bis 1947 setzte Eberhardt seine Ausbildung fort und war dann als Werkzeugmacher tätig. 1949 trat er in die Sozialistische Einheitspartei Deutschlands (SED) ein. 
1952 wurde Eberhardt von der Kreisdienststelle Sonneberg des MfS eingestellt. Noch im selben Jahr wechselte er zur Kreisdienststelle Neuhaus und 1953 in die Abteilung Personenschutz der Bezirksverwaltung Suhl. 1954/55 absolvierte er einen Lehrgang an der Fachschule des MfS in Eberswalde und wurde dann Lehrer an der Hochschule des MfS (JHS) in Potsdam-Eiche. Nach weiteren Stationen an der MfS-Schule Eberswalde und der Fachschule in Teterow wurde er 1962 Leiter der Schule Gransee. 
Von 1962 bis 1968 absolvierte Eberhardt ein Fernstudium an der JHS und wurde Diplom-Jurist. 1977 wurde er zum Oberst befördert. Nach dem Ende der DDR wurde Eberhardt 1990 aus dem Dienst entlassen.